# Грот Саравак
Грот Саравак — самый большой по площади в мире грот, из известных на сегодня в естественных пещерах. Расположен в пещере Лубанг Насиб Багус, на острове Калимантан, в Малайзии, штат Саравак. Размеры грота: длина 600 м, ширина 415 м, высота 100 м. Площадь 163 тысяч м². Тем не менее, по объёму Саравак занимает лишь 9-е место в мире.
Грот открыт в январе 1981 года тремя английскими спелеологами (Энди Ивис, Дэйв Чекли, Тони Уайт), которые исследовали карстовый массив в национальном парке Гунунг Мулу. Поднявшись вверх по реке, вытекающей из пещеры Лубанг Насиб Багус, по галерее около километра длиной, где местами необходимо плыть или лезть траверсом по стене над потоком, исследователи оказались в объёме, который не могли осветить имеющиеся в наличии фонари. В зале такой площади могут разместиться 50 самолётов Ан-124 «Руслан».